# Artemisia vallesiaca
Artemisia vallesiaca là một loài thực vật có hoa trong họ Cúc. Loài này được All. mô tả khoa học đầu tiên.